# 傲慢與偏見與殭屍 (電影)
《傲慢與偏見與殭屍》（英語：Pride and Prejudice and Zombies，或記作）是2016年的一部英美合拍的動作喜劇恐怖片，根據2009年賽斯·葛雷恩·史密斯的同名小說而寫，該小說與1813年由珍·奧斯汀所寫的《傲慢與偏見》相似。電影由伯爾·史緹爾執導和擔任編劇，莉莉·詹姆斯、山姆·萊利、傑克·休斯頓、貝拉·希斯寇特、道格拉斯·布斯、馬特·史密斯、查爾斯·丹斯和琳娜·海蒂主演。電影跟循著奧斯汀原著小說的總體情節，合併著喪屍、恐怖及後世界末日的虛構小說元素。
電影根據賽斯·葛雷恩·史密斯的《傲慢與偏見與殭屍》進行改編始於2009年，娜塔莉·波特曼原訂飾演及制作，並由獅門娛樂分發。電影於2014年9月24日至11月21日在英格蘭東南部進行主要拍攝。然而，電影曾經由於預算糾紛而對前期製作遲疑不決，因此陷入了籌拍地獄。
《傲慢與偏見與殭屍》2016年1月23日於洛杉磯進行首映，2016年2月5日由幕寶電影公司於美國發布，在英國則於2月11日由獅門娛樂發行，愛爾蘭則於2月12日上映。這部電影得到評論人褒貶不一的評論，他們讚賞製作觀、演技及幽默感，但對電影的基調、動作及情節作出批評。電影成為了票房毒藥，其製作預算為2800萬美元，然而全球收益卻僅1600萬美元。

## 劇情
故事設定於19世紀的英格蘭，該處一直受到喪屍的困擾；班納特家的女兒—珍、伊麗莎白、瑪麗、姬蒂和麗迪雅—她們都在父親的的要求下接受中國的武器及武術訓練，所以她們可以保護自己免受喪屍的傷害，伊麗莎白尤其出色。班納特太太只希望她的女兒們都能嫁給富裕的追求者。班納特一家參加鄉村舞會，達西上校及查爾斯和卡羅琳·賓利也有參加。在鄉村舞會上，高傲自負的達西因看到優雅的伊麗莎白而分心，而年輕又英俊的賓利傾慕於珍。由於查爾斯·賓利繼承了10萬英鎊（現時的600萬英鎊），因此吸引到班納特太太的注意力，希望他成為女兒們的理想追求者。當喪屍攻擊舞會時，班納特家的姊妹們對抗它們，作為賓利朋友的達西上校，他曾於日本接受武術訓練，成為了喪屍獵人。
翌日，在前往賓利家途中的珍，被一名喪屍襲擊並發高熱。由於達西上校認為她可能已被咬傷，故下令她必須禁足，但她後來康復了。霸道的帕森·柯林斯探訪班納特家，並向伊麗莎白求婚，但要求她必須放棄作為戰士的生活，遭到一心想斬妖除魔的伊麗莎白拒絕。伊麗莎白遇到一位名叫喬治·韋克翰的英俊士兵，並安排在另一舞會上跟他見面。伊麗莎白跟韋克翰遠赴一家充滿著喪屍的教堂，那些喪屍以豬腦代替人腦為食物，以保持他們的行為相對正常。韋克翰認為這些「新文明」殭屍，是可以跟人類共存。他要求伊麗莎白跟他一同私奔，然而她拒絕了。伊莉莎白後來得知達西說服賓利離開，好讓賓利遠離珍。當達西向伊麗莎白求婚時，指自己愛上了她，伊麗莎白對他的行為表示憤怒並跟他拳腳過招......
高傲自負的達西後來寫信給伊麗莎白向她致歉，他重申自己把珍和賓利分開是由於他在舞會期間無意中聽到班納特太太醉酒時提到賓利的財富，他因為擔心珍因此而跟他結婚才這樣做，他還透露了韋克翰的真實本性，指自己跟韋克翰是兒時朋友，但韋克翰謀殺了他的父親，並把他的遺產揮霍掉，後來試圖從達西那部分遺產中獲取額外的錢，然而他失敗了，韋克翰就試圖覬覦達西妹妹的財富，誘騙跟他一同私奔。伊麗莎白後來得知韋克翰轉向跟麗迪雅入手，而倫敦已經被喪屍淹沒了。達西把麗迪雅拯救出來，並得知韋克翰正利用「新文明」喪屍來建立一支喪屍軍隊。根據韋克翰的計劃，喪屍軍隊已超越倫敦，將統治整個國家。達西與伊麗莎白開始攜手對付殭屍，拯救小鎮......並透過讓喪屍盒用人類的腦袋來使他們變得野蠻，從而阻止了韋克翰的計劃。
在戰鬥中，達西刺傷了韋克翰的胸膛，揭露他一直都是個不死人的真相，只是一向透過食用豬腦以保持行為相對正常。伊麗莎白從韋克翰的手上救回達西，並將韋克翰刺死。當二人騎過橋時，皇家軍隊正在把橋摧毀，以阻止喪屍從倫敦過境。達西在爆炸中受傷，伊麗莎白淚流滿面地承認對他的愛。達西康復後，他再次向伊麗莎白求婚，而這次她答應了。二人跟珍與賓利共同舉行婚禮。
在片尾彩蛋中，韋克翰帶領著一大群喪屍與四騎士在他身後一起走向婚禮慶典......

## 演員
- 莉莉·詹姆斯 飾 伊莉莎白·班奈特（Elizabeth Bennet），班納特家的二女兒，從小學習中國武術並武藝精湛。
- 山姆·萊利 飾 費茨威廉·達西（Fitzwilliam Darcy），具能力識別喪屍的一名上校，與賓利是好友。
- 傑克·休斯頓 飾 喬治·韋克翰（George Wickham），騙取達西父親的遺產，並企圖騙取四周女子跟他私奔，以騙取財富。
- 道格拉斯·布斯 飾 查爾斯·賓利（Charles Bingley），達西是好友，身價不斐的富家公子，對珍一見鍾情。
- 貝拉·希斯寇特 飾 珍·班奈特（Jane Bennet)，班納特家的大女兒，伊莉莎白的姊姊，也是公認班納特家最漂亮的女兒，從小學習中國武藝。
- 查爾斯·丹斯 飾 班奈特先生（英语：Mr Bennet）（Mr. Bennet）， 一個住在英國哈特福郡鄉間的紳士，讓五個美麗的女兒從小學習中國武藝。
- 莎莉·菲臘（英语：Sally Phillips） 飾 班奈特太太，班奈特先生的妻子，班奈特家五名女兒的母親，希望女兒們嫁給富有的人。
- 蘇琪·沃特豪斯 飾 凱薩琳(凱蒂)·班奈特（Catherine "Kitty" Bennet），伊莉莎白的妹妹。
- 艾麗·班柏 飾 麗迪雅·班奈特（Lydia Bennet），伊莉莎白的妹妹，差點被喬治·韋克翰引誘私奔。
- 米莉·布雷迪（英语：Millie Brady） 飾 瑪麗·班奈特（Mary Bennet），伊莉莎白的妹妹，班納特家的小女兒。
- 愛瑪·菲臘（英语：Emma Greenwell） 飾 卡羅琳·賓利（Charles Bingley），查爾斯·賓利的姊姊。
- 琳娜·海蒂 飾 凱薩琳·德波夫人（Lady Catherine de Bourgh）。
- 馬特·史密斯 飾 威廉·柯林斯（William Collins），班內特先生主要財產的將來繼承人和夏洛特結婚。
- 多莉·韋爾斯（英语：Dolly Wells） 飾 費瑟史東夫人（Mrs. Featherstone），一名因親人變為喪屍的活死人。
- 湯姆·洛坎（英语：Tom Lorcan） 飾 丹尼中尉（Lieutenant Denny）。

## 發行
2015年3月30日，螢幕寶石將電影排於2016年2月19日在美國上映。2015年4月22日，螢幕寶石將上映日提前至2016年2月5日。而獅門則負責於2016年2月12日在英國發行。

### 評價
爛番茄評級42%，基於153條評論，平均分為5.4/10，Metacritic得分45，IMDB得5.8，評價普通。

### 票房
電影於2016年2月5日在北美發行，並與《凱薩萬歲！》和《愛情選擇題》共同競爭。週四晚上獲得30萬美元的票房。
美國首週票房收入為532萬4240美元。

## 外部連結
- 官方网站
- 互联网电影数据库（IMDb）上《傲慢與偏見與殭屍》的资料（英文）
- Box Office Mojo上《傲慢與偏見與殭屍》的資料（英文）
- 爛番茄上《傲慢與偏見與殭屍》的資料（英文）
- Metacritic上《傲慢與偏見與殭屍》的資料（英文）